# Böddeken
Böddeken, lat. Budicensia, inzwischen auch Neuenböddeken genannt, ist ein Ortsteil im ursprünglichen Siedlungsraum Böddeken in der Bürener Ortschaft Wewelsburg im Kreis Paderborn.
Altenböddeken liegt im Süden des früheren Siedlungsraumes Böddeken, Neuenböddeken (auch Neuböddeken) ist identisch mit dem Stiftsdorf Böddeken, in dem sich das Kloster Böddeken befindet.
Alten- und Neuenböddeken sind nicht zu verwechseln mit Altenbeken und Neuenbeken, die sich ebenfalls im Kreis Paderborn bzw. in Paderborn selbst befinden.

## Geschichte

### Ortsname
Böddeken bezeichnete früher einen größeren Siedlungsraum, das nicht in Alten- und Neuenböddeken unterteilt gewesen war. Er lag am Tal der Böddeker Beke und war einmal als „quade Beke“ bezeichnet, was ungefähr schmutziger Bach bedeutet haben könnte. In Altenböddeken war einst „eine reich fließende Quelle“, Ackerland und Wiesen. Die Quelle ging im trockenen Sommer 1911 in ihrer Schüttung zurück, wurde aber im Jahr 1972 als „heute noch fließende Quelle“ bezeichnet. 
Zwar behauptete der Jesuit J. Grotheus im 17. Jahrhundert, Meinolf habe den Ort, wo er das Kloster Böddeken gründete, zur Unterscheidung von Altenböddeken Neuenböddeken genannt, so sei diese Behauptung jedoch anhaltspunktlos. Auch schon zuvor bei Gobelin Person heißt es demnach „quod novum budeken ad differenciam veteris budeken fuerat appellatum“ (deutsch: dass Neuböddeken so genannt wurde, um es von Altböddeken zu unterscheiden). Historisch wurde in den Nachrichten über die Gründung des Klosters Böddeken der Ort bis ins 12. Jahrhundert immer Böddeken genannt.
Altenböddeken ist als Ortsbezeichnung erstmals im Jahr 1191 und zweimal im 16. Jahrhundert belegt, die Bezeichnung Neuenböddeken hingegen erst im Jahr 1299. Neuen- und Altenböddeken zusammen tauchen erstmals Anfang des 15. Jahrhunderts in einer Urkunde auf.
Altenböddeken verlor in der Folgezeit seine ursprüngliche Bedeutung und wurde zu einem eigenständigen Ortsnamen, das Präfix bei Neuenböddeken hingegen wurde als nicht mehr notwendig erachtet und weggelassen. Somit liegen Altenböddeken und Böddeken im ursprünglichen Siedlungsgebiet Böddeken nebeneinander. Das dazwischenliegende Kerkberg mit der ehemaligen Kirche Kerkberg hat den Namensbezug zu Böddeken verloren und wurde von einer eigenständigen Siedlung inzwischen zur Wüstung.

### Gebäude

#### Ältere Stiftskirche
In Böddeken erbaute Meinolf im 9. Jahrhundert eine Kirche, die mit der Gründung des Canonissenstifts gleichgesetzt werden kann. Über das Aussehen dieses Kirchleins gibt es keine Überlieferungen. Man verehrte in Böddeken Jahrhunderte später einen Timmerplatz, der zu Meinolfs Zeiten der „Werkplatz beim Bau von Kirchen und Stift“ gewesen sei und dessen Wortlaut zufolge dort Holzhandwerker arbeiteten. Daher war diese von Meinolf erbaute Kirche wahrscheinlich ein Holzbau. Die war wahrscheinlich Johannes Baptista geweiht, auch wenn ein Patronat zu Ehren des heiligen Liborius erwähnt wurde, was sich wohl aber auf den Liboriusaltar im nördlichen Querhaus der Kirche bezog. 1934 wurde von W. Stüwer behauptet, die Kirche könnte zu Ehren Maria und Johannes dem Täufer geweiht sein. Der Ursprung seiner Vermutung bezog sich allerdings auf andere Kirchen bzw. Kapellen.

#### Jüngere Stiftskirche
In den Jahren 1139/1140 entstand eine weitere, ebenfalls St. Johannes Baptista geweihte Basilika. Sie diente als Schutzkirche für das Damenstift und für das im Zuge der im 12. Jahrhundert beginnenden Umsiedlung in seiner Entstehung beeinträchtigte Dorf Böddeken. Ihr waren eine Martinskapelle und eine Kapelle des Evangelisten Johannes zugeordnet. Die Turmpartie dieser Basilika war 1972 noch erhalten, das Kirchenschiff allerdings nicht.

#### Ältere und jüngere Meinolfskapelle
Etwa 1 Kilometer südlich vom Gut Böddeken bzw. vom Kloster befindet sich bei der sogenannten Meinolfslinde, dem angeblichen Geburtsort des Heiligen Meinolf, die jüngere Meinolfskapelle.
Im 15. Jahrhundert wurde von der sogenannten Meinolfslinde berichtet, sie sei über 500 Jahre an der Geburtsstelle des heiligen Meinolfs prächtig gewachsen. Im 17. Jahrhundert fanden dort beispielsweise Bittprozessionen aus der eine Stunde entfernten Pfarrei Haaren statt. Am 24. September 1742 weihte der Böddeker Prälat Laurentius Lunz im Auftrag des Weihbischofs Meinwerk Kaup eine Kapelle bei der Meinolfslinde, die ältere Meinolfskapelle. In diese Kapelle kamen, so Mitte des 18. Jahrhunderts berichtet, Prozessionen aus Böddeken, Haaren und Wewelsburg zusammen. Mitte des 19. Jahrhunderts waren nach der Säkularisation nur noch Umfassungsmauer übrig, möglicherweise wurde der Verfall tatkräftig beschleunigt.
Es wurde aber eine jüngere Meinolfskapelle erbaut, die seit Mitte des 19. Jahrhunderts bis mindestens 1972 stand. Vinzenz Statt hatte den Fassadenbau entworfen, Georg von Mallinckroth umgesetzt.

### Geschichte Böddekens seit dem 12. Jahrhundert
Im Zuge des Baus dieser relativ großen Kirche zogen Bauern aus der Umgebung zu, um mitzuhelfen. Hauptsächlich waren das wohl Bauern aus der Feldmark Böddeken, aus Altböddeken und Tindeln, die ihre Felder vom neuen Wohnort aus bestenfalls immer noch erreichen konnten. Im Verlauf des 13. und 14. Jahrhunderts stagnierte diese Besiedlung bzw. ging sogar zurück. Dieser Umstand begründete wohl auf die Abhängigkeit der Bauern von den adligen Stiftsdamen und dem Schutzsuchen der Bauern für ihr Vieh im Kirchhof bei Gefahr zum Unmut der Stiftsdamen. Auch der Abzug von Ritter Berthold von Böddeken in Richtung Burg Fürstenberg und mit ihm das Verschwinden des örtlichen Ministerialengeschlecht und damit des Schutzzentrums aus Böddeken verringerte die Verhandlungsposition der Bauern gegenüber der Stiftsdamen. Die Angriffe, darunter Brandstiftung, nahmen indes zu.
Anfang des 15. Jahrhunderts waren aufgrund der immer schlimmer werdenden Zustände und einer großen Brandkatastrophe von der Martins- und Johanneskapelle nur noch Ruinen übrig. Im Jahr 1408 musste die letzten Vorsteherin des Klosters Böddeken mit einer Dienerin Zuflucht in einer Hütte suchen. Gobelin Person bezeugte selbst, dass kein zum Kloster gehöriges Gebäude mehr im Stande war.
Böddeken stand kurz davor, zur Wüstung zu werden, immerhin war der Stift kurz vor der Auflösung, den Bauern missglückten ihre Felder, und die Kirche in der Dorfmitte war ein Schatten ihrer selbst.
Das Kloster Böddeken wurde ab dem Jahr 1409 also von den Augustiner Chorherren der Windesheimer Kongregation reformiert. Sie verdrängten die Bauern aus der Kirche, die zur einzigen Unterkunftsmöglichkeit geworden war, und richteten sich die Gebäude ein. Weil sie die Stiftskirche anderweitig verwendeten, wichen sie für ihre Gottesdienste auf die, wenn auch beschädigte, Kirche auf dem Kerkberg aus.
Die Zahl der in Böddeken wohnenden, sich auch seit der Verdrängung aus der Kirche nicht mehr wohlfühlenden Bauern sank bis ins Jahr 1439 auf 4.
In den 1410er oder 1420er Jahren begannen die Chorherren die inzwischen renovierte Stiftskirche wieder zu nutzen, die Klostergemeinde zählte wieder 140 Menschen, die Kirche wurde weiter renoviert. In den Jahren 1805/1806 wurde sie abgebrochen.
Heute besteht der Ort Böddeken nur mehr aus dem von der Familie von Mallinckroth bewirtschafteten Gut Böddeken, bestehend aus den ehemaligen Klostergebäuden, worin sich auch ein Internat und eine private Wohngrundschule befindet, und einigen landwirtschaftlichen Flächen bzw. Betrieben.